# Russisch 3×3-basketbalteam (vrouwen)
Het Russische nationaal 3×3-basketbalteam, is een team van 3×3-basketballers dat Rusland vertegenwoordigt in internationale wedstrijden.

## Olympische Spelen
| Jaar        | Plaats        | WG            | W             | V             | Spelers                                    |               |
| ----------- | ------------- | ------------- | ------------- | ------------- | ------------------------------------------ | ------------- |
| 2020 Tokio  | 2             | 9             | 6             | 3             | Kozik, Logoenova, O. Frolkina, J. Frolkina |               |
| 2024 Parijs | uitgesloten ¹ | uitgesloten ¹ | uitgesloten ¹ | uitgesloten ¹ | uitgesloten ¹                              | uitgesloten ¹ |
| Totaal      | 1/2           | 9             | 6             | 3             |                                            |               |

¹ Als reactie op de Russische invasie van Oekraïne in 2022 werd Rusland uitgesloten van deelname

## Wereldkampioenschap
| Jaar             | Plaats              | WG                  | W                   | V                   | Spelers                                        |                     |
| ---------------- | ------------------- | ------------------- | ------------------- | ------------------- | ---------------------------------------------- | ------------------- |
| 2012 Athene      | 9                   | 6                   | 5                   | 1                   | Vidmer, Tichomirova, Savina, Fedotova          |                     |
| 2014 Moskou      | 2                   | 9                   | 6                   | 3                   | Tsjerepanova, Stoljar, Logoenova, Lesjkovtseva |                     |
| 2016 Guangzhou   | niet gekwalificeerd | niet gekwalificeerd | niet gekwalificeerd | niet gekwalificeerd | niet gekwalificeerd                            | niet gekwalificeerd |
| 2017 Nantes      | 1                   | 7                   | 7                   | 0                   | Petroesjina, Stoljar, Logoenova, Lesjkovtseva  |                     |
| 2018 Bocaue      | 2                   | 7                   | 5                   | 2                   | Stoljar, Logoenova, Sapova, Lesjkovtseva       |                     |
| 2019 Amsterdam   | 6                   | 5                   | 4                   | 1                   | Stoljar, Logoenova, Frolkina, Lesjkovtseva     |                     |
| 2022 Antwerpen   | uitgesloten ¹       | uitgesloten ¹       | uitgesloten ¹       | uitgesloten ¹       | uitgesloten ¹                                  | uitgesloten ¹       |
| 2023 Wenen       | uitgesloten ¹       | uitgesloten ¹       | uitgesloten ¹       | uitgesloten ¹       | uitgesloten ¹                                  | uitgesloten ¹       |
| 2025 Ulaanbaatar | uitgesloten ¹       | uitgesloten ¹       | uitgesloten ¹       | uitgesloten ¹       | uitgesloten ¹                                  | uitgesloten ¹       |
| 2026 Warschau    | uitgesloten ¹       | uitgesloten ¹       | uitgesloten ¹       | uitgesloten ¹       | uitgesloten ¹                                  | uitgesloten ¹       |
| Totaal           | 5/10                | 34                  | 27                  | 7                   |                                                |                     |

¹ Als reactie op de Russische invasie van Oekraïne in 2022 werd Rusland uitgesloten van deelname

## Europees kampioenschap
| Jaar            | Plaats              | WG                  | W                   | V                   | Spelers                                        |                     |
| --------------- | ------------------- | ------------------- | ------------------- | ------------------- | ---------------------------------------------- | ------------------- |
| 2014 Boekarest  | 1                   | 6                   | 6                   | 0                   | Tsjerepanova, Stoljar, Logoenova, Lesjkovtseva |                     |
| 2016 Boekarest  | 3                   | 5                   | 4                   | 1                   | Sytnjak, Stoljar, Vidmer, Lesjkovtseva         |                     |
| 2017 Amsterdam  | 1                   | 5                   | 5                   | 0                   | Petroesjina, Stoljar, Logoenova, Lesjkovtseva  |                     |
| 2018 Boekarest  | niet gekwalificeerd | niet gekwalificeerd | niet gekwalificeerd | niet gekwalificeerd | niet gekwalificeerd                            | niet gekwalificeerd |
| 2019 Debrecen   | 7                   | 3                   | 2                   | 1                   | Stoljar, Logoenova, Frolkina, Lesjkovtseva     |                     |
| 2020 Antwerpen  | Coronapandemie      | Coronapandemie      | Coronapandemie      | Coronapandemie      | Coronapandemie                                 | Coronapandemie      |
| 2021 Parijs     | 4                   | 5                   | 3                   | 2                   | Kozik, Stoljar, O. Frolkina, J. Frolkina       |                     |
| 2022 Graz       | Uitgesloten ¹       | Uitgesloten ¹       | Uitgesloten ¹       | Uitgesloten ¹       | Uitgesloten ¹                                  | Uitgesloten ¹       |
| 2023 Jeruzalem  | Uitgesloten ¹       | Uitgesloten ¹       | Uitgesloten ¹       | Uitgesloten ¹       | Uitgesloten ¹                                  | Uitgesloten ¹       |
| 2024 Wenen      | Uitgesloten ¹       | Uitgesloten ¹       | Uitgesloten ¹       | Uitgesloten ¹       | Uitgesloten ¹                                  | Uitgesloten ¹       |
| 2025 Kopenhagen | Uitgesloten ¹       | Uitgesloten ¹       | Uitgesloten ¹       | Uitgesloten ¹       | Uitgesloten ¹                                  | Uitgesloten ¹       |
| Totaal          | 5/10                | 24                  | 20                  | 4                   |                                                |                     |

¹ Als reactie op de Russische invasie van Oekraïne in 2022 werd Rusland uitgesloten van deelname

## Europese Spelen
| Jaar        | Plaats        | WG            | W             | V             | Spelers                                         |               |
| ----------- | ------------- | ------------- | ------------- | ------------- | ----------------------------------------------- | ------------- |
| 2015 Bakoe  | 1             | 7             | 6             | 1             | Tsjerepanova, Petroesjina, Vidmer, Lesjkovtseva |               |
| 2019 Minsk  | 6             | 4             | 2             | 2             | Kozik, Poljasjova, Pozdnjakova, Sjoevagina      |               |
| 2023 Krakau | uitgesloten ¹ | uitgesloten ¹ | uitgesloten ¹ | uitgesloten ¹ | uitgesloten ¹                                   | uitgesloten ¹ |
| Totaal      | 2/3           | 11            | 8             | 3             |                                                 |               |

¹ Als reactie op de Russische invasie van Oekraïne in 2022 werd Rusland uitgesloten van deelname